# 站址分集
站址分集（英語：site diversity）是一种降低雨衰或雪衰对卫星通信影响的方法，常见于采用Ka波段的通信。站址分集是基于降雨空间分布的不均匀性，在相隔一定距离的多个地点设置接收站，用以接收相同的信号，这样，信号即使在某个站点遭遇严重衰减，也可以通过其他站点进行补偿。单站与站址分集相对。
衡量分集较单站改善情况的两个主要质量参数是分集改善因子和分集增益。分集改善因子为单站工作的时间百分比和站址分集后工作的时间百分比之比值。而分集增益则为单站衰减和分集衰减之差，以dB为单位。分集增益随分集距离的增加而增加，但在超过一定距离后，其改善程度就非常小。